# Carlo Pietro Stefano Sommier
Carlo Pietro Stefano Sommier (o Carlo Pietro Stephen Sommier) ( * 1848 - 1922 ) fue un pteridólogo, briólogo, micólogo, y botánico italiano.

## Honores

### Epónimos
- (Arecaceae) Sommieria Becc.[1]

- La abreviatura «Sommier» se emplea para indicar a Carlo Pietro Stefano Sommier como autoridad en la descripción y clasificación científica de los vegetales.[2]